# Daniel Tinte
Daniel Tinte (n. 1969 en Salta) es un músico pianista y compositor argentino.
Funda en 1998 el movimiento artístico-musical "El Calchaquismo", cuyas características principales parten del encuentro de las danzas folklóricas argentinas con la improvisación del jazz contemporáneo y el rock. Danzas y ritmos andinos como la comparsa salteña, el carnavalito, el pim pin, el bailecito, la zamba salteña, el kaluyo, la vidala y el huayno, entre  otras; son abordadas desde nuevas composiciones, arreglos e instrumentaciones. Toma el nombre de "calchaquismo" inspirado en los aires y melodías de los Valles Calchaquíes, Valle de Lerma y la Quebrada de Humahuaca en las provincias argentinas de Salta y Jujuy.
La música de Daniel Tinte se resume en un "jazz y rock folklórico argentino".

## Biografía
El amor a la música lo hereda de su abuelo José María Tinte, recitador de coplas y bagualero. Oriundo de Fuerte Quemado (Catamarca).
A los 8 años comenzó a estudiar piano y a los 13 a tocar música popular y formar sus primeros grupos de rock.
Viviendo en la zona sur de la ciudad de Salta, forma parte de los grupos “Consumación Inter” (1986-87’) y “La Máquina del Tiempo” (1988-91’).
Estudió en la Escuela Superior de Música de la Provincia de Salta, siendo desde 1994 docente de la cátedra Teclados.
También ese mismo año conoció al guitarrista salteño Oscar Echazú, quién lo invitó a ser parte de su cuarteto de jazz.
A comienzo de los 90' con el grupo “La Tonada” comenzó a experimentar el encuentro del folklore norteño argentino con la improvisación del jazz contemporáneo. Conoció al bajista Óscar Salinas y formó parte del grupo de jazz fusión “La Región” (1995-2000).
En 2001 junto a amigos de la Escuela de Música, forma el “Ensamble Calchaquí”, grupo con el que dieron conciertos de música argentina y composiciones de su autoría en Europa.
En el 2000 formó el grupo “La Calle”, interpretando el jazz moderno de Miles Davis, Herbie Hancock y Bill Evans, entre otros.
Fue pianista también en sus proyectos como solistas de los reconocidos folkloristas argentinos Patricio Jiménez del Dúo Salteño, Enrique “Chichi” Ibarra y Zamba Quipildor.
Las composiciones propias comenzaban a mostrar las influencias de folklore andino, jazz y rock y en enero de 2003 graba finalmente su 1.er CD llamado “Noroeste Piano”, y en el cual participaron 20 músicos de Salta, Jujuy y Tucumán.
Luego vendrían los discos: “Danza de los Valles” (2004), con la participación de las comparsas salteñas: “Teuco Nueva Generación”, “Los Tonkas” y “Civilización Huayra Callpa”.
“Saltalogia” (2005), que musicaliza a nueve principales barrios de Salta capital, dándoles a cada uno su impronta rítmica.
En el 2006, el CD “Variaciones de la Puna”, grabado en Bs As y en formación de quinteto, cuenta con la participación de músicos de la Orquesta Sinfónica de Salta.
En los discos “Jazz Calchaquí” (2007), “Incafonismo” (2008), “En vivo en Salta” (2009) y “Vinilograma” (2010) participan músicos de primer nivel del jazz argentino.
Todos estos discos fueron editados por un importante sello de música argentina.
En 2009 forma Incayavi Aymara Rock Band, cruzando rock, jazz y folklore andino con poemas originales del Noroeste Argentino.
Desde 2010 en adelante produce discos propios de música electrónica en fusión con el folklore argentino y boliviano, sin dejar de lado el Jazz Calchaquí, el rock y la música de cámara.
Habiendo producido hacia 2017 más de 70 discos a su nombre, incluidos los discos de piano solo y en vivo.

## Calchaquismo
Calchaquismo: movimiento artístico-musical creado en 1998 por el pianista. Las características principales parten del encuentro musical de las danzas folklóricas argentinas con la improvisación del jazz contemporáneo y el rock. Danzas y ritmos andinos como la comparsa salteña, el carnavalito, el pim pin, el bailecito, la zamba salteña, el kaluyo, la vidala y el huayno, entre otras; son abordadas desde nuevas composiciones, arreglos e instrumentaciones.
Toma el nombre de "calchaquismo" inspirado en los aires y melodías de los Valles Calchaquíes, Valle de Lerma y la Quebrada de Humahuaca en las provincias argentinas de Salta y Jujuy.
Hacia la segunda mitad del siglo XX, el acercamiento del jazz con los folklores y culturas de mundo tuvo su máxima popularidad en países como Brasil y Cuba, en el llamado "jazz latino"; no siendo la excepción en este caso para las danzas y músicas andinas de Argentina y Bolivia, principal característica de la música del calchaquismo.

## Discografía
- 2003 - Daniel Tinte "Noroeste piano"
- 2004 - Daniel Tinte Ensamble "Danza de los valles"
- 2005 - Daniel Tinte "Saltalogía"
- 2006 - Daniel Tinte Quinteto "Variaciones de la Puna"
- 2007 - Daniel Tinte "Jazz calchaquí"
- 2008 - Daniel Tinte "Incafonismo"
- 2009 - Daniel Tinte Quinteto "En vivo en Salta"
- 2010 - Daniel Tinte "Vinilograma"
- 2010 - Daniel Tinte & Incayavi Aymara Rock Band "Comparsero"
- 2011 - Daniel Tinte "El Gran Tucma"
- 2011 - Daniel Tinte "El Gran Tucma Vol 2"
- 2011 - Daniel Tinte "El soléo"
- 2011 - Daniel Tinte "El Gran Tucma Vol 3"
- 2012 - Daniel Tinte "Doce teclas originarias"
- 2012 - Daniel Tinte "Doce teclas originarias Vol 2"
- 2012 - Daniel Tinte "Invenciones populares"
- 2012 - Daniel Tinte "Purmamarca Jazz"
- 2013 - Daniel Tinte "El Groove de los caciques"
- 2013 - Daniel Tinte "Piano conciertos calchaquistas" (doble)
- 2013 - Daniel Tinte "Improvisaciones del Intiraymi"
- 2014 - Daniel Tinte Sexteto "Wankar Blues: en vivo en Salta Jazz Festival 2013"
- 2014 - Daniel Tinte "La armonia del silencio"
- 2014 - Daniel Tinte "Doce teclas originarias Vol 3"
- 2014 - Daniel Tinte "8 Sonetos Calchaquíes para piano"
- 2014 - Daniel Tinte "Quisquiri"
- 2014 - Daniel Tinte "Pucaraciones"
- 2014 - Daniel Tinte "Pucaraciones Vol 2"
- 2014 - Daniel Tinte "Jazzómetro"
- 2014 - Daniel Tinte "Jazzmen Calchaquí"
- 2014 - Daniel Tinte "Jazzmen Calchaquí Vol 2"
- 2014 - Daniel Tinte "35 pianazos diaguitas"
- 2014 - Daniel Tinte "Improvisaciones del Huaytiquina"
- 2015 - Daniel Tinte "Ruta 40"
- 2015 - Daniel Tinte "Punagroove"
- 2015 - Daniel Tinte "Omaguacas del sol"
- 2015 - Daniel Tinte "Tintetizer"
- 2016 - Daniel Tinte "Wiphálico"
- 2016 - Daniel Tinte "Mayuko"
- 2016 - Daniel Tinte "Electric Joi Joi"
- 2016 - Daniel Tinte "Baritú"
- 2016 - Daniel Tinte "Calchaquisuyu"
- 2016 - Daniel Tinte "Improvisaciones salteñas para piano"
- 2016 - Daniel Tinte "Calchaquismo Sound"

Entre otros.